# CT45A6
CT45A6 (англ. Cancer/testis antigen family 45 member A6) – білок, який кодується однойменним геном, розташованим у людей на довгому плечі X-хромосоми. Довжина поліпептидного ланцюга білка становить 189 амінокислот, а молекулярна маса — 21 232.
| 10         |  | 20         |  | 30         |  | 40         |  | 50         |
| ---------- |  | ---------- |  | ---------- |  | ---------- |  | ---------- |
| MTDKTEKVAV |  | DPETVFKRPR |  | ECDSPSYQKR |  | QRMALLARKQ |  | GAGDSLIAGS |
| AMSKEKKLMT |  | GHAIPPSQLD |  | SQIDDFTGFS |  | KDGMMQKPGS |  | NAPVGGNVTS |
| SFSGDDLECR |  | ETASSPKSQR |  | EINADIKRKL |  | VKELRCVGQK |  | YEKIFEMLEG |
| VQGPTAVRKR |  | FFESIIKEAA |  | RCMRRDFVKH |  | LKKKLKRMI  |  |            |

A: Аланін

C: Цистеїн

D: Аспарагінова кислота

E: Глутамінова кислота

F: Фенілаланін

G: Гліцин

H: Гістидин

I: Ізолейцин

K: Лізин

L: Лейцин

M: Метіонін

N: Аспарагін

P: Пролін

Q: Глутамін

R: Аргінін

S: Серин

T: Треонін

V: Валін